# Yanis Hamache
Yanis Hamache (Marsella, Francia, 13 de julio de 1999) es un futbolista argelino que juega de defensa en el MC Oran del Championnat National de Première Division.

## Selección nacional
Es internacional con la selección de fútbol de Argelia, con la que debutó el 12 de junio de 2022 en un partido amistoso frente a la selección de fútbol de Irán.

## Clubes
| Club                    | País     | Año       |
| ----------------------- | -------- | --------- |
| O. G. C. Niza II        | Francia  | 2016-2020 |
| Red Star F. C. (cedido) | Francia  | 2019-2020 |
| Boavista F. C.          | Portugal | 2020-2022 |
| S. C. Dnipro-1          | Ucrania  | 2022-2023 |
| F. C. Arouca            | Portugal | 2024      |
| MC Oran                 | Argelia  | 2024-     |